# Movimiento de Socialistas Democráticos
El Movimiento de Socialistas Democráticos (en griego: Κίνημα Δημοκρατών Σοσιαλιστών, Kinima Dimokraton Sosialiston) es un partido político en Grecia establecido el 3 de enero de 2015 por Yorgos Papandréu después de separarse del Movimiento Socialista Panhelénico (PASOK). El partido utiliza oficialmente To Kinima (Το Κίνημα, "El Movimiento") como la abreviatura del nombre del partido, aunque varios medios de comunicación y encuestadores de opinión se han referido a él utilizando el acrónimo KIDISO (ΚΙΔΗΣΟ).

## Historia

### Formación
La fundación de un nuevo partido político de centroizquierda fue anunciada el 2 de enero de 2015 por Yorgos Papandréu, actual presidente de la Internacional Socialista, miembro saliente del Consejo de los Helénos y ex primer ministro de Grecia, tres semanas antes de las próximas elecciones que se celebrarán el 25 de enero. Esto confirmó la separación de Papandréu del Movimiento Socialista Panhelénico (PASOK), que había liderado hasta ser reemplazado como líder por Evángelos Venizelos en marzo de 2012. Los funcionarios del PASOK denunciaron de inmediato la medida de Papandréu como un "acto político irracional y poco ético", acusando a Papandreou de fracturar el PASOK y motivado por la ambición personal.
El 3 de enero de 2015, KIDISO se fundó oficialmente en el auditorio del Museo Benaki de Atenas. Cinco nuevos miembros del PASOK se unieron al nuevo partido, incluidos Papandreou y el exministro Filippos Sachinidis, quienes actuarán como representantes de los medios del partido junto con el ex viceministro Giorgos Petalotis. Otros políticos conocidos del PASOK que se unieron a KIDISO incluyeron al expresidente parlamentario Filippos Petsalnikos y al exministro Dimitris Reppas.
Una declaración fundacional de 16 páginas, firmada por 252 miembros fundadores criticó las políticas económicas de las instituciones europeas, apoyó la adopción de Eurobonos y pidió una "Europa progresista, socialista y ecológica".

### Desde 2015
En las elecciones legislativas de enero de 2015, KIDISO recibió el 2,46% del voto nacional, por lo que no cruzó el umbral del 3% para recibir escaños en el Parlamento helénico.
El 27 de agosto de 2015, PASOK descartó oficialmente un pacto electoral propuesto por KIDISO para las próximas elecciones anticipadas de septiembre de 2015. El 2 de septiembre de 2015, Papandréu declaró que las restricciones financieras significaban que KIDISO había descartado impugnar las elecciones.
El 12 de enero de 2017, Papandréu y la líder del PASOK, Fofi Gennimata, anunciaron que KIDISO se uniría a la Alineación Democrática.
KIDISO más tarde se unió al Movimiento para el Cambio (KINAL) junto con PASOK, DIMAR y To Potami (los dos últimos abandonaron la alianza) y eligió a dos parlamentarios en las elecciones legislativas de 2019.

## Resultados de elecciones

### Consejo de los Helenos
| Fecha         | Votos               | Votos | Votos | Asientos | Asientos | Posición | Tamaño      | Notas |
| ------------- | ------------------- | ----- | ----- | -------- | -------- | -------- | ----------- | ----- |
| Fecha         | #                   | %     | ±     | #        | ±        | Posición | Tamaño      | Notas |
| Enero de 2015 | 152.230             | 2.5%  |       | 0/300    |          |          | 8.º         |       |
| 2019          | Coalición con KINAL | -     | -     | 2/300    | +2       |          | 3.º (KINAL) |       |